# Edealina
Edealina là một đô thị thuộc bang Goiás, Brasil. Đô thị này có diện tích 603,652 km², dân số năm 2007 là 3629 người, mật độ 6 người/km².